# Battaglia di Longula
La battaglia di Longula del 484 a.C. si svolse tra l'esercito romano, guidato dal console Lucio Emilio Mamercino, e quello dei Volsci. I Romani ebbero la meglio, costringendo i Volsci a ritirarsi.

## Antefatto
I Volsci, da tempo in guerra contro i romani, nonostante l'anno prima fossero stati sconfitti dall'esercito romano, condotto dal console Quinto Fabio Vibulano, pensando di approfittare dei dissidi interni a Roma, dovuti soprattutto all'elezione a console di Cesone Fabio Vibulano, accusatore ed uccisore di Spurio Cassio Vecellino, ripresero le ostilità contro Roma, invadendo il territorio dei Latini e degli Ernici, alleati di Roma, e preparando un altro esercito per la difesa del proprio territorio.
Nella battaglia di Anzio i Romani subirono una grave e umiliante sconfitta, che li costrinse ad abbandonare il campo di Anzio nottetempo per rifugiarsi a Longula, dove allestirono un campo.
Qui furono raggiunti dai Volsci, sicuri della vittoria.

## La battaglia
L'esercito romano si era accampato su di un'altura nei pressi della città, fortificando la posizione. Qui sostennero un primo assalto dei Volsci, sicuri di poter prendere l'accampamento romano, grazie all'impegno dei cavalieri e dei triari, costringendo i Volsci a ritirarsi in pianura..
Nei giorni seguenti i Volsci cercarono, invano, di procurar battaglia con i romani, che la rifiutavano, aspettando i rinforzi dall'altro console Cesone Fabio Vibulano. I rinforzi arrivarono di nascosto dai Volsci, che credendo i romani in difficoltà, tentarono un nuovo attacco, alla collina difesa dall'esercito nemico.
I Romani, prima permisero ai nemici di arrivare sotto le fortificazioni, lasciandoli fiaccare nel tentativo di distruggerle, poi ad un segnale, improvvisamente in più punti atterrarono loro stessi le difese, ed attaccarono il nemico, sia affrontandolo con i fanti, sia da lontano, scagliando lance e frecce. I Volsci, sorpresi e in posizione sfavorevole, abbandonarono lo scontro, rientrando sconfitti nel loro accampamento.

## Conseguenze
Con la battaglia di Longula, i Romani riuscirono a rifarsi della sconfitta patita ad Anzio, ma nonostante questo, il console Lucio Emilio, preferì non presentarsi in città per presiedere ai comitia.